# Cristarmadillidium muricatum
Cristarmadillidium muricatum är en kräftdjursart som först beskrevs av Gustav Budde-Lund 1885.  Cristarmadillidium muricatum ingår i släktet Cristarmadillidium och familjen klotgråsuggor. Inga underarter finns listade i Catalogue of Life.